# Tommy Spurlin
Tommy Spurlin (* 12. Januar 1928 in Elba, Alabama als Thomas M. Spurlin; † 27. Juli 2005 in Gulfport, Mississippi) war ein US-amerikanischer Country- und Rockabilly-Musiker, der vor allem für seinen Titel Hang Loose bekannt ist.

## Leben

### Kindheit und Jugend
Tommy Spurlin wuchs in Jackson, Alabama zusammen mit seinem Halbbruder George „Benny“ Dumas auf, bevor die Familie in den 1940er-Jahren nach Glenmore, Louisiana zog. Kurz nach dem Zweiten Weltkrieg wurde Spurlin in die Air Force eingezogen, wo er mit Charlie Louvin, einem späteren Mitglied der Louvin Brothers, arbeitete. 1948 zog seine Familie nach Miami, wo sich Spurlins Großvater niedergelassen hatte.

### Karriere
Dort gründete er mit George (Kontrabass) 1952 die Band Tommy Spurlin and his Southern Boys, die weiterhin aus Virgil Powell (Fiddle), Jimmy Slade (Gitarre) und Bill Johnson (Steel Guitar) bestand. Zuerst spielten sie Country-Musik, machten 1954 sogar schon erste Aufnahmen für Jiffy Records. 1955 wurden sie von Harold Doane für sein neu gegründetes Label Perfect Records unter Vertrag und veröffentlichten Ende 1955 ihre zweite Country-Single Danger! / Ain’t Had No Lovin' .
1956 ließen Spurlin und die Southern Boys Fiddle und Steel Guitar fallen und übernahmen auch Rockabilly-Songs in ihr Repertoire. Die Band bestand nunmehr aus Spurlin (Gitarre/Gesang), Jimmy Slade (E-Gitarre) und George Dumas (Bass). Nach einer weiteren Country-Single im Frühjahr 1956 wurden Spurlin und die Gruppe Mitglieder des Gold Coast Jamborees, einer neuen Live-Show aus Miami. Im August erschien die erste Rockabilly-Single Hang Loose / One Eyed Sam, die kurz danach mit hinzugemischtem Schlagzeug erneut bei Art Records, einem weiteren Doane-Label, veröffentlicht wurde. Diese Version wurde in den 1970er-Jahren bei RM Records im Vereinigten Königreich veröffentlicht. Die Originalversion ist unter anderem auf der Kompilation-CD Miami Rockabilly zu hören.
Billboard schrieb im August 1956 über Spurlins Hang Loose: „Spurlin essays a semi-Presley style here (without echo chamber, however), and brings off this rhythmic material very well. Those who have been following Spurlin’s releases will find this of the strongest commercially to date.“ One Eyed Sam erhielt ebenfalls eine gute Bewertung: „This is country blues, too, but tze material doesn’t quite match that of the flip. Another good job by Spurlin.“ Damals jedoch kam die Single nicht über regionale Erfolge hinaus. Zur selben Zeit begleiteten die Southern Boys auch einen anderen Perfect-Künstler namens Wesley Hardin auf dessen Session.
Nach einer weiteren Single bei Art zog Spurlin sich 1957 aus dem Musikgeschäft zurück und ging einer geregelten Arbeit nach. Sein Stück Heart Throb wurde von Bill Lowery an Jerry Reed weitergeben, der den Text etwas abänderte. Diese Auflage wurde in dem Film Porky’s verwendet.
Unterdessen stand sein Freund George Dumas bis 1963 weiterhin unter dem Bandnamen auf der Bühne. Danach wurde er Leiter einer Papierfabrik in Jackson, Alabama. Spurlin starb vollkommen unbeachtet 2005 in Mississippi.

## Diskografie
| 1954                    | Been Livin' Wrong / My Adress Is The Same                 | Jiffy 205        |
| 1955                    | Danger! / Ain’t Had No Lovin                              | Perfect 45-C-107 |
| 1956                    | Tomorrow I’ll Be Gone / There Might Have Been a Love Song | Perfect 108      |
| 1956                    | Hang Loose / One Eyed Sam                                 | Perfect 45-109   |
| 1956                    | Hang Loose / One Eyed Sam                                 | Art 45-C-109 *   |
|                         | Heart Throb / No Time For Heartaches                      | Art 45-131       |
| Unveröffentlichte Titel |                                                           |                  |
|                         | - I’ll Be Leaving You                                     |                  |

* Bei Art 45-C-109 wurde im Nachhinein ein Schlagzeug hinzugemischt.